# Березине (Кам'янський район)
Березине́ — село в Україні, у Затишнянській сільській громаді Кам'янського району Дніпропетровської області.
Населення — 55 мешканців.

## Географія
Село Березине розташоване на правому березі річки Базавлук, вище за течією на відстані 2,5 км розташоване село Гуляйполе, нижче за течією на відстані 1,5 км розташоване село Володимирівка (Криворізький район), на протилежному березі — село Бузулуки.

## Населення

### Мова
Розподіл населення за рідною мовою за даними перепису 2001 року:
| Мова       | Відсоток |
| ---------- | -------- |
| українська | 87,3 %   |
| російська  | 10,9 %   |
| білоруська | 1,8 %    |